# Renyer de Montferrat (1162-1183)
|  | Per a altres significats, vegeu «Renyer de Montferrat». |

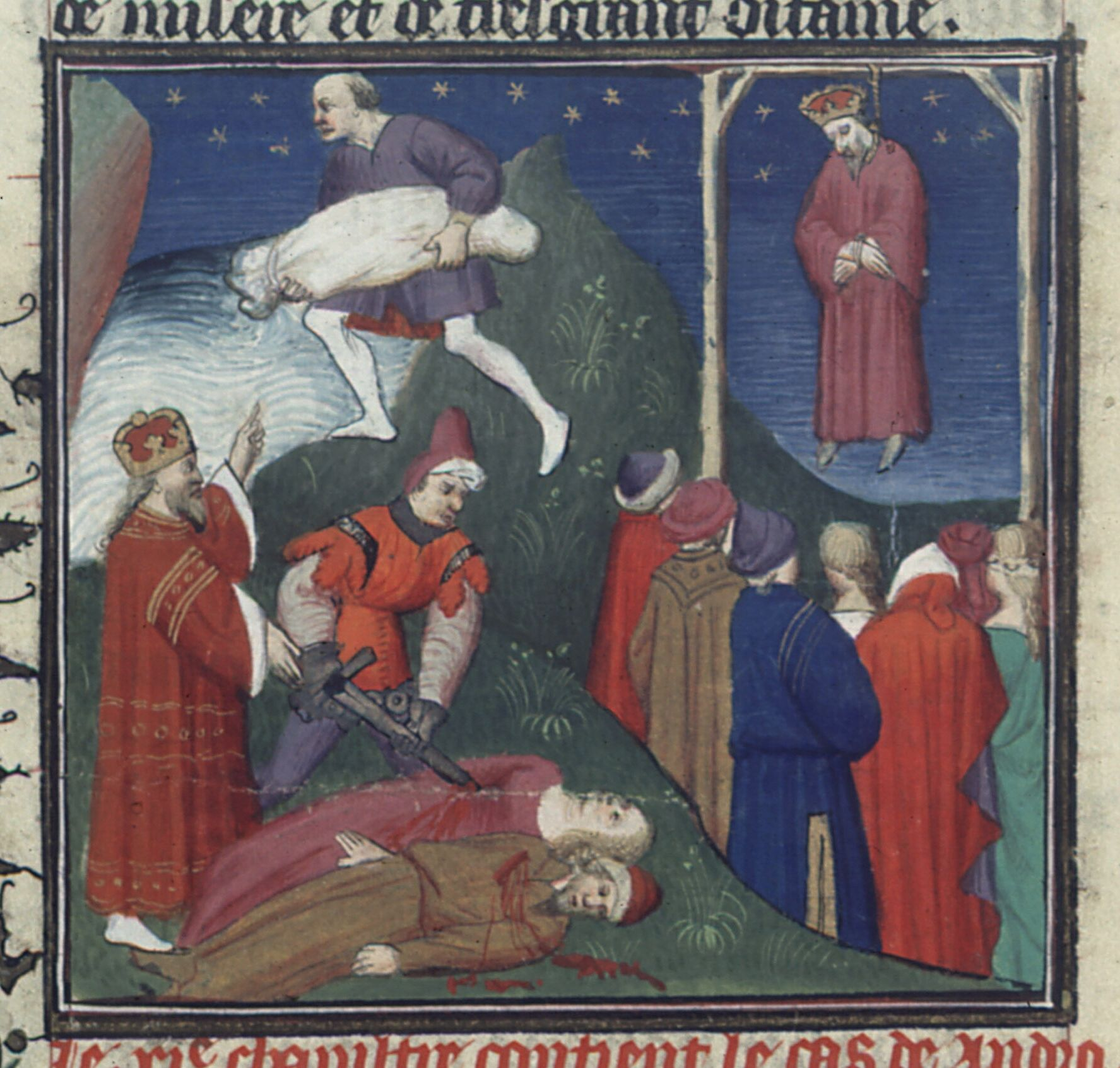
Pintura del que il·lustra l'arribada al poder d'Andrònic I Comnè: Renyer i la seva esposa Maria Comnena, morts al terra, el jove Aleix II llançat a la mar i el protosebast penjat.

Renyer de Montferrat o Rainier de Montferrat (1162 – Constantinoble, 1183), era fill del marquès de Montferrat Guillem V i de Judit de Babenberg, i fou nomenat cèsar pel seu sogre l'emperador romà d'Orient Manuel I Comnè. Morí assassinat durant les lluites pel poder a l'Imperi Romà d'Orient.

## Arribada a Constantinoble
Va ser l'emperador Manuel I Comnè qui va proposar el matrimoni entre la seva filla Maria Comnena, fruit de la unió amb la seva primera esposa Berta de Sulzbach, i un fill del seu aliat Guillem V de Montferrat. En aquell moment els altres fills del marquès, Bonifaci i Conrad ja estaven casats, mentre que Frederic havia començat la carrera eclesiàstica, per tant l'escollit va ser Renyer.
Renyer va marxar cap a Constantinoble la tardor del 1179 i tot seguit es va unir a l'emperador en una campanya militar. El matrimoni amb Maria es va celebrar el febrer del 1180 amb grans festes.Renyer va rebre el títol de cèsar i va canviar el seu nom pel de Joan, segons les cròniques d'aquell temps,i se li va confiar el govern de Tessalònica. L'esposa era la segona en l'ordre de successió a l'imperi i el fet que tingués un germanastre, Aleix, no la va desplaçar en la línia de successió al tron. Això va fer que Renyer s'impliqués en les lluites pel poder.

## Guerra de successió romana d'Orient
El setembre del 1180, a la mort del seu sogre, el tron va passar al petit Aleix II, sota la regència de la seva mare Maria d'Antioquia, que tenia com amant el protosebast Aleix. Aquest fet i la seva política favorable als mercaders itàlics i francs va ser la causa d'un complot per portar al poder a Maria i al seu espòs Renyer. Mentrestant, el cosí de Manuel I, Andrònic I Comnè, de la seva residència del Pont on era governador, va començar a enviar missatgers amb propaganda que el presentava com el salvador de l'imperi, en contraposició als llatins i de tors aquells que volien portar-lo a la destrucció o dels que volien usar el jove Aleix en benefici propi. Andrònic es va traslladar després a Constantinoble, segur de tenir el suport del poble. La regió de Paflagònia es va posar de la banda d'Andrònic, mentre que a la capital va trobar una potent aliada en la persona de Maria, l'esposa de Renyer. Units pel desig de fer fora Maria d'Antioquia i el seu amant, fent-se passar pels salvadors del petit emperador, van ordir un cop d'estat. Els plans, però, van fallar i Maria i Renyer van cercar acolliment a l'església de Santa Sofia. Hi va haver un enfrontament armat als voltants de l'església que els revoltats anomenaven guerra santa. Per tal de posar fi a les hostilitats, se'ls va oferir als conjurats una amnistia.
Andrònic, va derrotar les tropes del protosebast a Nicomèdia, després va entrar amb el seu exèrcit a Constantinoble i es va posar al capdavant d'una revolta popular que descarregava el seu odi contra els europeus que anomenaven "llatins", els quals van ser massacrats o, si alguns van poder, van fugir cap a occident. Andrònic es va apoderar del tron i va enviar Aleix II amb la seva mare a la vil·la imperial de Philopation. Renyer i la seva esposa van ser trobats morts, probablement enverinats, sense que es sabés qui en va ser responsable.
La regent, Maria d'Antioquia va ser condemnada a ser estrangulada i el seu fill Aleix II a signar la condemna, poc després també el van condemnar a morir.